# Sorgenti e alta Valle del Fiume Fortore
Sorgenti e alta Valle del Fiume Fortore este o arie protejată (arie specială de conservare — SAC, sit de importanță comunitară — SCI, arie de protecție specială avifaunistică — SPA) din Italia întinsă pe o suprafață de 2.512 ha, integral pe uscat.

## Localizare
Centrul sitului Sorgenti e alta Valle del Fiume Fortore este situat la coordonatele 41°24′57″N 14°58′32″E / 41.415768°N 14.9756°E.

## Înființare
Situl Sorgenti e alta Valle del Fiume Fortore a fost declarat sit de importanță comunitară în octombrie 2012 pentru a proteja 22 de specii de animale. Alte tipuri de protecție:
- arie de protecție specială avifaunistică (în octombrie 2012)[3]
- arie specială de conservare (în mai 2019)[2][4][5]

## Biodiversitate
Situată în ecoregiunea mediteraneană, aria protejată conține 3 habitate naturale: Râuri mediteraneene cu debit permanent și vegetație de Glaucium flavum, Pante stâncoase calcaroase cu vegetație casmofită, Pseudostepă cu ierburi și specii anuale de Thero-Brachypodietea.
La baza desemnării sitului se află mai multe specii protejate:
- păsări (13): ciocârlie-de-câmp (Alauda arvensis), pescăruș albastru (Alcedo atthis), rață mare (Anas platyrhynchos), porumbel gulerat (Columba palumbus), prepeliță (Coturnix coturnix), sfrâncioc roșiatic (Lanius collurio), gaia neagră (Milvus migrans), gaia roșie (Milvus milvus), viespar (Pernis apivorus), turturică (Streptopelia turtur), sturzul viilor (Turdus iliacus), mierlă (Turdus merula), sturz-cântător (Turdus philomelos)
- amfibieni (1): Bombina pachypus
- mamifere (4): lupul (Canis lupus), liliac comun (Myotis myotis), liliacul mare cu potcoavă (Rhinolophus ferrumequinum), liliacul mic cu potcoavă (Rhinolophus hipposideros)
- nevertebrate (1): Austropotamobius pallipes
- pești (2): Alburnus albidus, Rutilus rubilio
- reptile (1): șarpele cu patru dungi (Elaphe quatuorlineata)

Pe lângă speciile protejate, pe teritoriul sitului au mai fost identificate 1 specie de amfibieni, 1 specie de mamifere, 1 specie de nevertebrate, 4 specii de reptile.